# 布鲁泽莱基萨克
布鲁泽莱基萨克（法語：Brouzet-lès-Quissac，法語發音：[bʁuzɛ lɛ kisak]，意为“基萨克附近的布鲁泽”）是法国加尔省的一个市镇，位于该省西部，属于勒维冈区。

## 地理
布鲁泽莱基萨克（43°51'43"N, 3°59'23"E）面积15.94 平方千米，位于法国奧克西塔尼大區加尔省，该省份为法国南部沿海省份，南端濒地中海，北起顺时针与阿尔代什省、沃克吕兹省、罗讷河口省、埃罗省、阿韦龙省和洛泽尔省接壤。
与布鲁泽莱基萨克接壤的市镇（或旧市镇、城区）包括：卡尔纳斯、科尔科讷、利乌克、奥尔图-塞里尼亚克-基扬、萨尔当、瓦基耶尔。

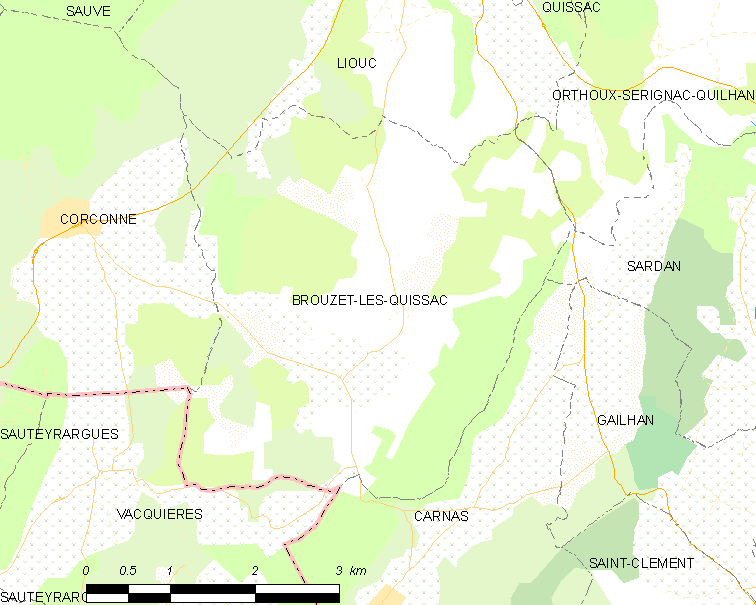
布鲁泽莱基萨克的OSM定位图

布鲁泽莱基萨克的时区为UTC+01:00、UTC+02:00（夏令时）。

## 行政
布鲁泽莱基萨克的邮政编码为30260，INSEE市镇编码为30054。

## 政治
布鲁泽莱基萨克所属的省级选区为基萨克县。

## 人口

1962-2008年间布鲁泽莱基萨克人口变化图示

布鲁泽莱基萨克于2022年1月1日时的人口数量为299人。